# Denys Arcand
Georges-Henri Denys Arcand (* 25. června 1941, Deschambault, Québec, Kanada) je kanadský filmový režisér, scenárista a producent. Mezinárodní pozornost mu přinesly filmy Úpadek amerického impéria (Le Déclin de l'empire américain) a Invaze barbarů (Les Invasions barbares), v roce 2003 oceněný Oscarem za nejlepší cizojazyčný film. Natočil také řadu dokumentárních snímků.

## Filmografie

### Režie
- 1962 : Seul ou avec d'autres
- 1963 : Champlain, kritický dokument o Samuelovi de Champlainovi, zakladateli státu Québec
- 1964 : les Montréalistes
- 1967 : Volleyball
- 1967 : Parcs atlantiques
- 1967 : Montréal, un jour d'été
- 1972 : Québec: Duplessis et après…
- 1972 : la Maudite Galette
- 1973 : Réjeanne Padovani
- 1974 : Gina
- 1975 : la Lutte des travailleurs d'hôpitaux
- 1976 : On est au coton
- 1982 : le Confort et l'indifférence
- 1984 : le Crime d'Ovide Plouffe
- 1986 : Úpadek amerického impéria (Le Déclin de l'empire américain)
- 1989 : Ježíš z Montrealu (Jésus de Montréal)
- 1991 : Montréal vu par…
- 1993 : Love & Human Remains
- 1996 : Joyeux calvaire
- 2000 : Stardom
- 2003 : Invaze barbarů (Les Invasions barbares)
- 2007 : Doba temna (L'Âge des ténèbres)
- 2010 : Barney's Version

### Scénáře
- 1967: Entre la mer et l'eau douce
- 1973: Réjeanne Padovani
- 1984: le Crime d'Ovide Plouffe
- 1986 : Úpadek amerického impéria (Le Déclin de l'empire américain)
- 1989 : Ježíš z Montrealu (Jésus de Montréal)
- 2003 : Invaze barbarů (Les Invasions barbares)
- 2007 : Doba temna (L'Âge des ténèbres)